# Dorothy Gibson
Dorothy Gibson, född 17 maj 1889 i Hoboken i New Jersey, död 17 februari 1946 i Paris i Frankrike, var en amerikansk modell, skådespelare och sångerska.
Gibson är mest ihågkommen som överlevare från Titanics förlisning.

## Biografi
Dorothy Gibson föddes (som Dorothy Winifred Brown) i Hoboken i New Jersey. Hennes far dog när hon var tre år och hennes mor gifte senare om sig med John Leonard Gibson. Mellan 1906 och 1911 uppträdde hon på scenen som sångerska och danserska i vaudevilleföreställningar. Hon gifte sig 1909 med George Battier, Jr. och började i samband med det posera som modell för konstnärer, bland andra Harrison Fisher. Hennes ansikte började synas på affischer, vykort och bokillustrationer under de kommande åren. Hon separerade från sin man under denna tid men de skiljde sig inte förrän 1916.

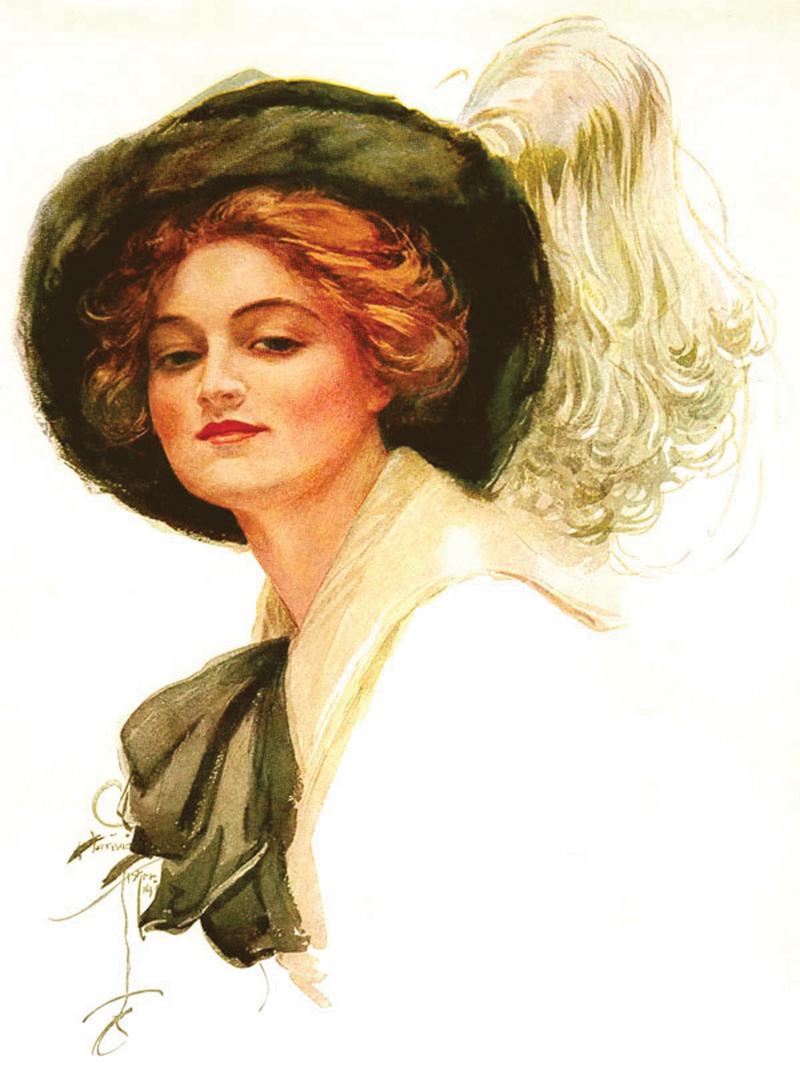
Dorothy Gibson, illustration av Harrison Fisher

År 1911 påbörjade hon sin karriär som filmskådespelerska. Från början hade hon statistroller men fick snart större roller. Franska Éclair Studios anställde henne som huvudrollsskådespelerska och hon blev genast populär. Hennes filmer spelades in i Fort Lee i New Jersey, som var ett av de viktigaste centra för amerikansk film vid den här tiden; inte förrän ett par år senare skulle Hollywood etablera sig som landets filmhuvudstad. Vid den här tiden var de flesta filmskådespelare anonyma för publiken; Gibson var en av de första verkliga filmstjärnorna och en av de högst betalda.
År 1912 tillbringade hon sex veckor på semester i Italien tillsammans med sin mor. Hon åkte tillbaks till USA med Titanic. Hon spelade bridge när fartyget kolliderade med ett isberg och lyckades tillsammans med sina bridgepartners ta sig till den första livbåten som sjösattes. Efter sin återkomst till New York med skeppet Carpathia övertalades hon att medverka i en film om händelsen. Hon skrev manus till och spelade huvudrollen i filmen Saved from the Titanic (1912), som hade premiär bara 29 dagar efter att olyckan inträffat. I filmen bar hon samma kläder som hon burit den natten. Liksom alla utom en (A Lucky Holdup) av Gibsons filmer är också denna film numera försvunnen; de enda kända kopiorna förstördes i en brand på Éclair Studios 1914. Gibson avslutade sin filmkarriär 1912.
År 1911 inledde hon en kärleksaffär med Jules Brulatour, distributionschef på Eastman Kodak och en av grundarna till Universal Studios. Han var även rådgivare och producent för Eclair. Vid ett tillfälle 1913 när Gibson lånat hans sportbil var hon inblandad i en bilolycka där hon körde ihjäl en fotgängare. I rättegången framgick det att hon var Brulatours älskarinna, vilket ledde till en skandal då han visserligen var separerad från sin fru men inte skild. Hustrun fick igenom skilsmässa 1915 och Gibson och Brulatour gifte sig 1917. Detta äktenskap varade dock bara i två år, men den formella skilsmässan dröjde till 1923.
Några år senare flyttade Gibson till Europa tillsammans med sin mor. Hon kom att tillbringa den mesta av sin tid i Paris men reste ofta till sin mor i Florens. Vid något tillfälle blev hon arresterad och fängslad, anklagad för att vara en nazistisk spion, något hon bestämt förnekade. Hon ska ha rymt från ett fängelse i Italien tillsammans med två andra fångar. Hon dog i Paris den 17 februari 1946 av en hjärtattack.

## Filmografi i urval
- 1911 - A Show Girl's Stratagem
- 1911 - The Angel of the Slums
- 1911 - Miss Masquerader
- 1911 - The Musician's Daughter
- 1911 - The Wrong Bottle
- 1912 -	Divorcons
- 1912 - Love Finds a Way
- 1912 - The Awakening
- 1912 - The Guardian Angel
- 1912 - Getting Dad Married
- 1912 - The Kodak Contest
- 1912 - It Pays to Be Kind
- 1912 - A Living Memory
- 1912 - Brooms and Dustpans
- 1912 - A Lucky Holdup
- 1912 - The Legend of Sleepy Hollow
- 1912 - The Easter Bonnet
- 1912 - Revenge of the Silk Masks
- 1912 - Saved from the Titanic (alt. titel: A Survivor of the Titanic)
- 1912 - Roses and Thorns